# آندره کازینو
آندره کازینو (انگلیسی: André Cazeneuve؛ ۱ ژانویهٔ ۱۸۱۷ – ۱ ژانویهٔ ۱۸۷۴) پرسنل نظامی اهل فرانسه بود. وی در سال ۱۸۶۸ در جنگ بوشین در ژاپن که بین شوگون‌سالاری و نیروهای طرفدار امپراتور درگرفت قدرت‌های خارجی در ژاپن، از جمله فرانسه، بی‌طرفی را در درگیری اعلام کردند؛ بنابراین کازینو از ارتش فرانسه استعفا داد و همراه با ژول برونت وارد خدمت ارتش شوگون شد.